# Sonic Runners Adventure
Sonic Runners Adventure är en oändlig löpareplattform som publiceras av Gameloft för Android och Java-baserade mobiltelefoner. Som en del av Sonic the Hedgehog-serien spelar spelet som en uppföljare till 2015s Sonic Runners. Spelet släpptes först i utvalda regioner den 10 juni 2017 och släpptes till resten av världen den 9 augusti 2017